# Directeur des réseaux de relations
Pour les articles homonymes, voir DRR.
Le Directeur des réseaux de relations (DRR) est un nouveau directeur du monde des affaires ; cela fait référence à la personne qui gère le capital social d'une société. Le DRR met en relations les gens et les affaires dans la même société, avec d'autres sociétés, cela aussi bien qu'avec les clients, facilitant ainsi le transfert de savoir-faire et le flot d'informations, cela permettant d'augmenter les profits.